# Варданян Камо Гургенович
Камо Гургенович Варданян (1929 ) — радянський футболіст, нападник та півзахисник .

## Кар'єра
Грав за команди другого радянського дивізіону «Динамо» Єреван (1952—1953), «Спартак» Єреван (1954—1955, 1956), «Харчовик» Одеса (1955) та «Ширак» Ленінакан (1959—1960). У складі «Спартака» був фіналістом кубка СРСР 1954 року.